# Ненсі Ворд
Ненсі Ворд (1738—1822 або 1824) — «військова жінка» з племені черокі. Цей статус дозволяв їй брати участь у зборах і ухвалювати рішення разом з вождями племені та іншими військовими жінками. Вірила в мирне співіснування з євроамериканцями і вела з ними переговори, також була послом, відіграла значну роль у збереженні миру. Її діяльність сприяла суттєвим змінам у спільноті черокі.

## Військова жінка
Ненсі народилася в головному місті черокі, Чоті. Її чероцьке ім'я Nanyehi, що перекладається як «та, хто йде першою». Вона була дочкою британського офіцера і сестри вождя черокі (з клану Вовків) і знала обидві мови (англійську та мову черокі). У своєму племені вона носила високий титул «військової жінки», який дозволяв їй брати участь у вищих зборах і ухвалювати рішення нарівні з усіма. Цей статус дістався їй після того, як вона продемонструвала себе як хорошого воїна під час військового конфлікту між черокі і плем'ям струмка 1775 року. В тому бою вбито її чоловіка, а Ненсі підняла його зброю і кинулася в бій, ведучи свій народ до перемоги. Так у віці 18 років Ненсі стала членом ради вождів. Її також призначено головою ради жінок і вона взяла на себе роль перемовниці й посла.
Ненсі вийшла заміж вдруге. Її новим чоловіком став Браєн Ворд, у якого, однак, на той момент вже була дружина, яка жила в Південній Кароліні. Незабаром він повернувся до своєї першої дружини, але не перестав підтримувати стосунків з Ненсі.

## Зміни в суспільстві
На початку 1760-х років Черокі уклали союз з англійськими колоністами. В обмін на допомогу індіанців, колоністи обіцяли захищати їх від нападів племені струмка і племені чокто. Це призвело до будівництва військової бази англійців на землях черокі. Однак стався інцидент, у ході якого англійські військові вбили групу індіанців черокі, що поверталися з полювання. Щоб помститися, індіанці вбили 20 поселенців військової бази і з цього почався дворічний конфлікт між черокі і поселенцями.
Як військова жінка, Ненсі мала можливість звільняти полонених за власним рішенням. 1776 року вона звільнила з полону місіс Лідію Бін, яку Ненсі привела у свій будинок, щоб вилікувати її поранення, отримане в бою між англійцями і черокі. Місіс Бін навчила Ненсі ткати одяг. До цього моменту черокі робили одяг зі шкур тварин і тканин, куплених у колонізаторів. Це спричинило величезні зміни у всьому суспільстві черокі. Змінився не тільки одяг, але й спосіб життя — тепер жінки ткали, а чоловікам довелося взяти на себе сільськогосподарські роботи, які до цього традиційно вважалися жіночою справою.
Місіс Бін також привела Ненсі двох корів з військової бази і навчила доїти їх, доглядати і вирощувати їх, а також навчила її готувати молочні продукти. Ненсі передала ці знання індіанцям і пізніше це допомагало їм вижити в роки, коли мисливці приносили мало здобичі.
Обидва ці нововведення стали причинами великих змін у суспільному ладі і способі життя черокі.

## Переговори

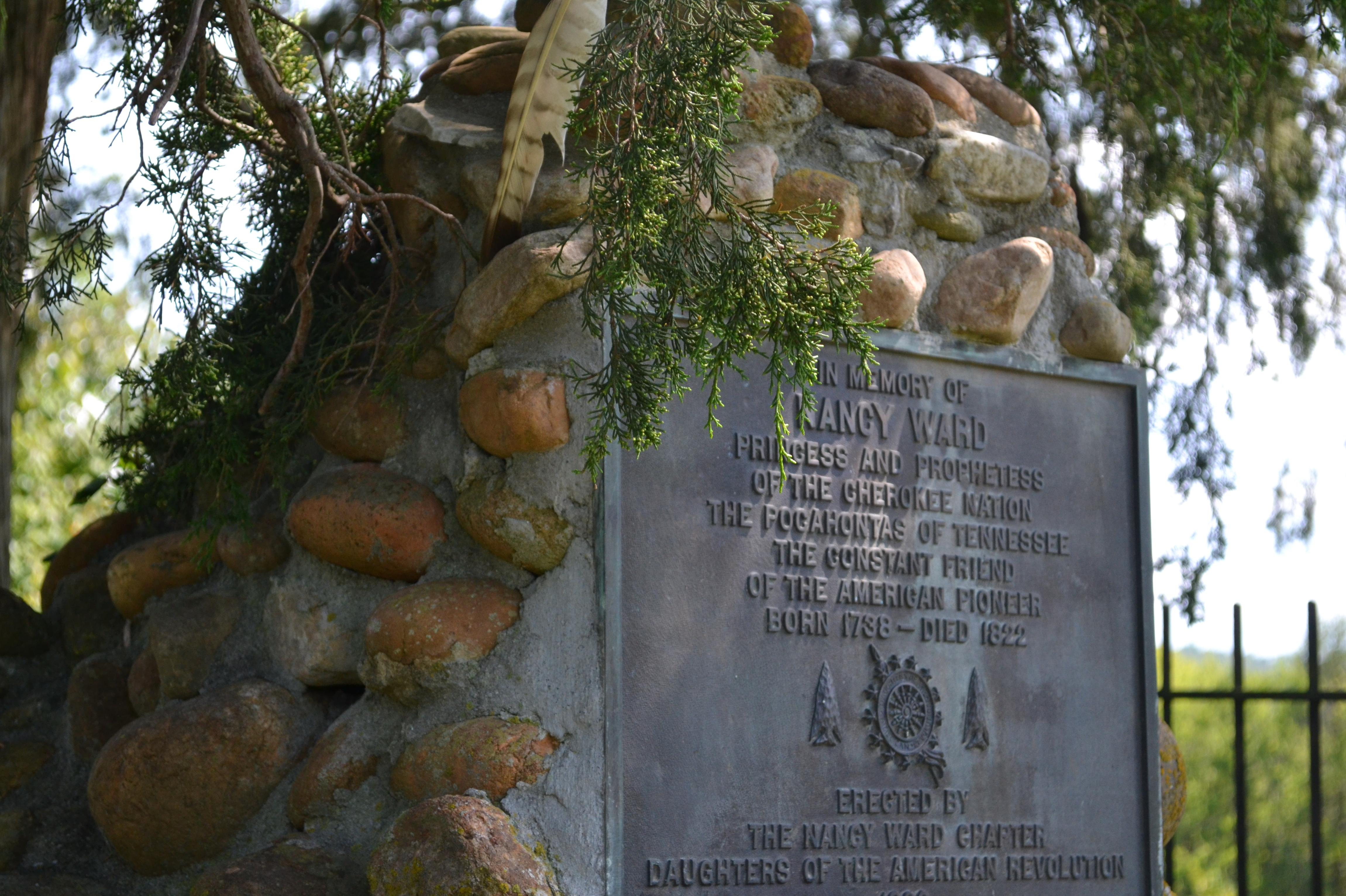
Меморіальна плита на могилі Ненсі Ворд

Ненсі вивчилася мистецтва дипломатії у свого дядька по материнській лінії, вождя Аттікуллакулли. Ненсі вірила в мирні переговори і протягом багатьох років намагалася встановити мир між племенем і англійцями, намагалася запобігати військовим конфліктам, була неофіційним послом свого племені. Її зусилля допомагали запобігати як нападам на англійських поселенців з боку черокі, так і на індіанців з боку англійців. Але не всі її спроби встановити мир і захистити своє плем'я були вдалими. Так, вона намагалася зупинити своїх одноплемінників, які продавали землі колоністам. Вона попереджала їх про наслідки і закликала замість продажу розвивати і збільшувати свої землі, щоб отримувати з них більше благ. Але її слова нехтували і все більше земель відходило прибульцям.
1781 року черокі зустрілися з делегацією, яку очолював Джон Севір, щоб поговорити про землі вздовж річки Літл Піджен. Ненсі висловила велике здивування тим, що серед колонізаторів не було жодної жінки-парламентера. А Джон, у свою чергу, був вражений тим, що вона вважала, що таку важливу роботу слід доручити жінці. На це Ненсі відповіла йому: «Ти ж знаєш, що на жінок завжди дивляться як на порожнє місце, а ми — ваші матері, а ви — наші сини. Ми закликаємо вас до миру. І цей мир має тривати вічно. Дозвольте синам ваших жінок бути нашими синами, а наші сини будуть вашими. Дозвольте вашим жінкам почути наші слова». Пізніше свідки тієї зустрічі говорили, що її промова була дуже зворушливою.

## Пам'ять про Ненсі
Ненсі померла до того, як американці вигнали черокі з залишків їхніх земель. Її поховано на вершині пагорба в Бентоні, Теннессі. 1923 року над її могилою встановлено меморіальну плиту.
Також були спроби створити музей Ненсі Ворд. Статую Ненсі, створену 1906 року, вкрадено, Історичне товариство Америки намагається знайти і повернути її.
Ненсі пам'ятають не тільки як важливу фігуру для племені черокі, але і як одну з перших жінок в американській політиці.